# البرج (رواية)
البرج (بالإيطالية: La torre della solitudine، برج الوحدة) هي رواية من تأليف الكاتب والروائي الإيطالي فاليريو ماسيمو مانفريدي (Valerio Massimo Manfredi)، صدرت في سنة 2006 باللغة الإنجليزية تحت عنوان (The Tower)، ونشرتها عدد من دور النشر في المملكة المتحدة.
الرواية رواية تاريخية تجري أحداثها في عام 71 في الصحراء الكبرى.